# Platygonia praestantior
Platygonia praestantior är en insektsart som beskrevs av Fowler 1899. Platygonia praestantior ingår i släktet Platygonia och familjen dvärgstritar. Inga underarter finns listade i Catalogue of Life.